# Zoltan z Egeru
Zoltan Arpad (ur. 981 w Egerze, zm. 1022) – wędrowny kaznodzieja, potomek w linii prostej Arpada, pierwszego władcy Węgier. Syn Laszlo i Dorrotyi. Zapiski Galla Anonima wspominają o dwóch synach Zoltana.
Zoltan to historyczny pierwszy wędrowny kaznodzieja Madziarów, uważany zarazem za najbardziej zagorzałego krzewiciela myśli chrześcijańskiej na ziemiach Chazarów. Kontynuował politykę chrześcijańską swojego rodu. Przez większość okresu swojej misji głosił chrześcijańskie przesłanie w krajach pogańskich. Zoltan otrzymał święcenia niedługo po założeniu biskupstwa w rodzimym Egerze przez króla Stefana I Świętego w roku 1009. Wkrótce po zostaniu duchownym wyruszył na wschód.
Zachowane źródła opisują go jako postawnego mężczyznę, z krótką brodą, zawsze podróżującego z kijem. Z zapisków wynika, iż był miłośnikiem czerwonego węgierskiego wina, bardzo surowo podchodził jednak do spraw wiary. Pomimo surowego usposobienia w kwestiach religijnych, wśród przyjaciół zasłynął jako pierwszorzędny mówca i zdolny bard.
Większość szczegółów z jego życiorysu owiana jest mgłą tajemnicy, wiadomo jedynie, że poniósł śmierć męczeńską głosząc Słowo Boże wśród najbardziej pogańskich plemion.
Papież Wiktor II uznał zasługi Zoltana ogłaszając go świętym. Pomimo uznania jego zasług jako żarliwego krzewiciela wiary w X-XI wieku, z nieznanych przyczyn późniejsi kronikarze przemilczeli działalność i losy Zoltana z Egeru.